# Естремадура (футбольний клуб, 2007)
«Естремадура» (ісп. Extremadura UD) — колишній іспанський футбольний клуб з Альмендралехо, заснований 2007 року у якості альтернативи збанкрутілій оригінальній «Естремадурі», що існувала з 1924 року. Домашні матчі проводив на стадіоні «Франсіско де ла Ера», що вміщає 12 580 глядачів. Розформований у 2022 році.

## Історія
Extremadura Unión Deportiva була заснована в 2007 році, оскільки існуючий клуб «КФ Естремадура» мав серйозні фінансові проблеми, в результаті яких і припинив своє існування через три роки. Новостворений клуб за ці три роки тричі підвищувався у класі і 2010 року вийшов до Сегунди Б, третього за рівнем дивізіону країни. Тим не менш зайнявши лише 19-те місце клуб понизився у класі до Терсери.
П'ять років по тому, в 2016 році, «Естремадура» знову піднялась до Сегунди Б. Зайнявши 4-те місце в сезоні 2017/18 «Естремадура» вперше в своїй історії вийшла до Сегунди, другого за рівнем дивізіону країни.

## Досягнення
- Терсера
  - Переможець (2): 2012/13, 2015/16.

## Відомі гравці
- Іньїго Лопес Монтанья
- Айтор Фернандес Лопес
- Дієго Капель
- Касто Еспіноса
- Хаві Аламо
- Педро Чірівелья
- Нандо
- Филип Янкович
- Біллі Арсе
- Дані Шахін
- Бруно Пероне